# جيمس كوني
جيمس كوني (بالإنجليزية: James Cooney) هو قاضي ومحامي وسياسي أمريكي، ولد في 28 يوليو 1848 في مقاطعة ليمريك في جمهورية أيرلندا، وتوفي في 16 نوفمبر 1904 في مارشال في الولايات المتحدة. حزبياً، نشط في الحزب الديمقراطي. وقد انتخب عضو مجلس النواب الأمريكي.